# Charles E. Fritch
Charles E. Fritch (n. 20 ianuarie 1927, Utica, New York, SUA – d. 11 octombrie 2012, Los Angeles, California, SUA) a fost un scriitor și editor american de literatură ficțională fantasy, științifico-fantastică, de groază și de mister. A fost redactorul șef al revistei Mike Shayne Mystery Magazine⁠(d) din 1979 până în 1985. Povestirea proprie „Misfortune Cookie” a fost adaptată într-un episod al serialulului de televiziune Zona crepusculară.

## Viața și cariera
Fritch s-a născut în orașul Utica din statul american New York. Începând de la vârsta de 10 ani a vrut să devină scriitor de literatură științifico-fantastică și a notat idei de povești într-un caiet. În timpul celui de-al Doilea Război Mondial a servit în Armata Americană ca parașutist, iar mai târziu a absolvit Universitatea Syracuse din statul New York, obținând o diplomă de licență în limba engleză și o diplomă secundară în psihologie (a obținut a doua diplomă, potrivit propriilor afirmații, pentru a putea „pătrunde în capul personajelor poveștilor sale”).
La începutul anilor 1950 s-a mutat în Los Angeles, unde l-a întâlnit pe William F. Nolan,⁠(d) cu care corespondase anterior cu privire la publicația fanzin editată de Nolan, The Ray Bradbury Review. Nolan l-a prezentat scriitorului Charles Beaumont, iar Fritch a devenit curând membru al „The Group”, cunoscut și ca The Southern California School of Writers, printre membrii căruia se numărau Beaumont, Nolan, John Tomerlin⁠(d), George Clayton Johnson⁠(d), Richard Matheson, OCee Ritch., Chad Oliver și, prin extensie, Ray Bradbury, Robert Bloch și Harlan Ellison.
Fritch a scris și vândut povestiri revistelor de literatură științifico-fantastică și de mister și a editat, de asemenea, revista Gamma, al cărei redactor-șef a fost Nolan. El a scris, de asemenea, romane provocatoare cu mistere, printre care Negative of a Nude, 7 Deadly Sinners și Strip for Murder, și le-a publicat sub diferite pseudonime.
A fost un fan activ al literaturii științifico-fantastice și un bun prieten al lui Forrest J Ackerman, frecventând Ackermansion și participând la petreceri organizate acolo. Era foarte îndrăgostit de soția sa, Shirley, despre care se spunea că seamănă foarte bine cu Elizabeth Taylor, și îi plăcea să facă farse cunoștințelor sale, pretinzând că ea era cunoscuta actriță.
Fritch a murit în 2012 și a fost înmormântat în cimitirul Hollywood Forever.

## Lucrări alese

### Povestiri
- „The Wallpaper”, Other Worlds Science Stories, 1951
- „Night Talk”, Starling Stories, 1952.
- „The Cog”, Astounding Science Fiction, 1953.
- „The Ship”, împreună cu William F. Nolan⁠(d), The Magazine of Fantasy and Science Fiction, 1955.
- „Big Wide Wonderful World”, The Magazine of Fantasy and Science Fiction, 1958.
- „The Castaway”, Gamma, 1963.
- „Different”, California Sorcery. Editat de William F. Nolan⁠(d). Cemetery Dance Publications⁠(d), 1999.

### Volume
- Crazy Mixed-Up Planet, volum de povestiri. Autor. Powell, 1969.
- Horses' Asteroid, volum de povestiri. Autor. Powell, 1970.

### Editor
- Gamma, revistă. Editor. Star Press, 1963–1965.
- Mike Shayne Mystery Magazine⁠(d), revistă. Editor. Renown Publications, 1979–1985.

### Scenarii de filme TV
- „The Misfortune Cookie”, segment. Scenarist. Zona crepusculară, 1986.

### Romane
- Negative of a Nude. Autor. Ace Books, 1959.
- Strip for Murder. Sub pseudonimul Eric Thomas. Kozy Books, 1960.
- 7 Deadly Sinners. Sub pseudonimul Christopher Sly. Athena Books, 1961.
- Psycho Sinner. Sub pseudonimul Eric Thomas, Athena Books, 1961[7]